# Nathan M. Newmark
Nathan Mortimore Newmark (né à Plainfield (New Jersey) le 22 septembre 1910 – mort à Urbana (Illinois) le 25 janvier 1981) est un expert en structures et universitaire américain, considéré comme l'un des pères du génie parasismique.

## Biographie
Newmark a reçu son éducation élémentaire en Caroline du Nord et au New Jersey, puis il a fréquenté l'Université Rutgers où il obtient sa licence en génie civil (1930). Il épouse Anne Cohen en 1931. Puis il s'inscrit en second cycle à l'Université de l'Illinois à Urbana-Champaign où il a pour professeurs Hardy Cross (en), Harold M. Westergaard et Frank E. Richart. Il restera très attaché au Pr Cross, inventeur d'une méthode itérative qui permet de calculer les efforts dans les structures hyperstatiques. Newmark admirait profondément cette méthode et s'en servit systématiquement dans l'étude des projets. Dans la préface du traité de Cross intitulé Arches, Continuous Frames, Columns and Conduits qu'il composa plus tard, Newmark rappelle avec nostalgie ses souvenirs d'université.
Il obtient son M.S. en 1932 et soutient en 1934 une thèse de doctorat sur Interaction between rib and superstructure in concrete arch bridges. Il occupe ensuite différents postes au sein de l'université de l'Illinois avant d'obtenir la chaire de Génie Civil en 1943. 
Au cours de la Seconde guerre mondiale, Newmark faisait fonction de conseiller auprès du National Defense Research Committee et du Bureau de recherches et de développement scientifiques, ce qui lui vaudra une citation du Président des États-Unis (President's Certificate of Merit) en 1948. Il a poursuivi cette activité de conseiller militaire bien après la guerre, avec une part significative dans les programmes de lanceurs Minuteman et MX.
Il exerce également la charge de président du centre de calcul de l'université de 1947 à 1957 et de chef du Département de Génie Civil et d'Environnement de 1956 à 1973. Convaincu de la nécessité de l'informatique et de la modélisation numérique pour faire progresser le génie parasismique, Newmark se fait le promoteur du projet ILLIAC II, qui sera l'un des premiers ordinateurs transistorisés. En 1959, il publie un schéma d'intégration d'Euler multi-pas, la Méthode de Newmark. Cette méthode reste d'un emploi courant pour la modélisation de la réponse dynamique des structures élastiques, notamment dans le cadre de la Méthode des éléments finis.
Mais Newmark n'était pas qu'un chercheur : il a assuré le suivi scientifique de plusieurs programmes de construction, comme la Torre Latinoamericana à Mexico, qui fut jusqu'en 1984 le plus haut gratte-ciel de la capitale mexicaine. L'une des principales difficultés était de fonder l'immeuble sur un sol gorgé d'eau et notoirement instable, au surplus dans un site réputé pour sa sismicité. Le projet fut d'ailleurs mis à l'épreuve dès le tremblement de terre de 1957, et a confirmé sa robustesse lors du séisme de 1985, d'une amplitude bien supérieure. La Torre Latinoamericana subsiste jusqu'à aujourd'hui et constitue une étape importante du génie parasismique. 
Newmark a été l'expert parasismique d'autres grands projets de la Côte ouest, comme le Bay Area Rapid Transit, l’oléoduc trans-Alaska, et près de 70 centrale nucléaires. Le premier choc pétrolier s'était accompagné d'une pénurie d'énergie mais aussi d'une explosion du taux de chômage. La découverte de puits de pétrole en Alaska stimula les projets d'acheminement du brut vers les raffineries : mais le relief de l'Alaska défiait toute tentative de passage en souterrain : aussi Newmark fut-il consulté pour les tronçons d'oléoduc longeant les lignes de faille.
Newmark a également contribué à la géotechnique. Il a mis au point une méthode (le mécanisme de Newmark, Newmark's sliding block) permettant d'estimer les déplacements des talus et barrages en remblai après un tremblement de terre. Ses recherches en ce domaine ont été saluées par l’invitation de la British Geotechnical Association à prononcer la 5e conférence Rankine, qu'il a consacrée aux Effets des séismes sur les barrages et les remblais.
L’American Concrete Institute lui a décerné la médaille Wason du meilleur article scientifique en 1950. Il a été récompensé de la National Medal of Science dans le domaine des sciences de l'ingénieur (1968), de la Médaille John Fritz (1979), et a été élu membre de l’Académie américaine des arts et des sciences  (1962). L’American Society of Civil Engineers a créé un prix à son nom « tpour récompenser un membre de l'American Society of Civil Engineers qui, par ses contributions au calcul des structures, aura renforcé de manière significative les bases scientifiques de l'analyse des structures. » En 1964, il est l'un des membres fondateurs de la National Academy of Engineering (NAE) et deux ans plus tard est élu membre de la National Academy of Sciences, (NAS).